# قلعه تیزک
قلعه تیزک مربوط به اوایل دوره قاجار است و در شهرستان ابرکوه، بخش مرکزی، دهستان تیجرد، روستای تیزک واقع شده و این اثر در تاریخ ۲۰ اردیبهشت ۱۳۸۶ با شمارهٔ ثبت ۱۹۰۸۱ به‌عنوان یکی از آثار ملی ایران به ثبت رسیده است.